# موش‌کانگورویان
موش‌کانگورویان یا هیپسی‌پریمنودونتیده (نام علمی: Hypsiprymnodontidae) تیره‌ای از کیسه‌داران راسته درازپاسانان است. تنها گونهٔ موجود از این تیره، موش‌کانگوروی مشکین Hypsiprymnodonاست که در جنگل‌های شمال شرقی استرالیا یافت می‌شود.